# La Chapelle-Saint-Luc
La Chapelle-Saint-Luc är en kommun i departementet Aube i regionen Grand Est (tidigare regionen Champagne-Ardenne) i nordöstra Frankrike. Kommunen är chef-lieu för kantonen Chapelle-Saint-Luc och ligger i arrondissementet Troyes. År 2022 hade La Chapelle-Saint-Luc 12 603 invånare.

## Befolkningsutveckling
Antalet invånare i kommunen La Chapelle-Saint-Luc
Referens: INSEE

## Galleri

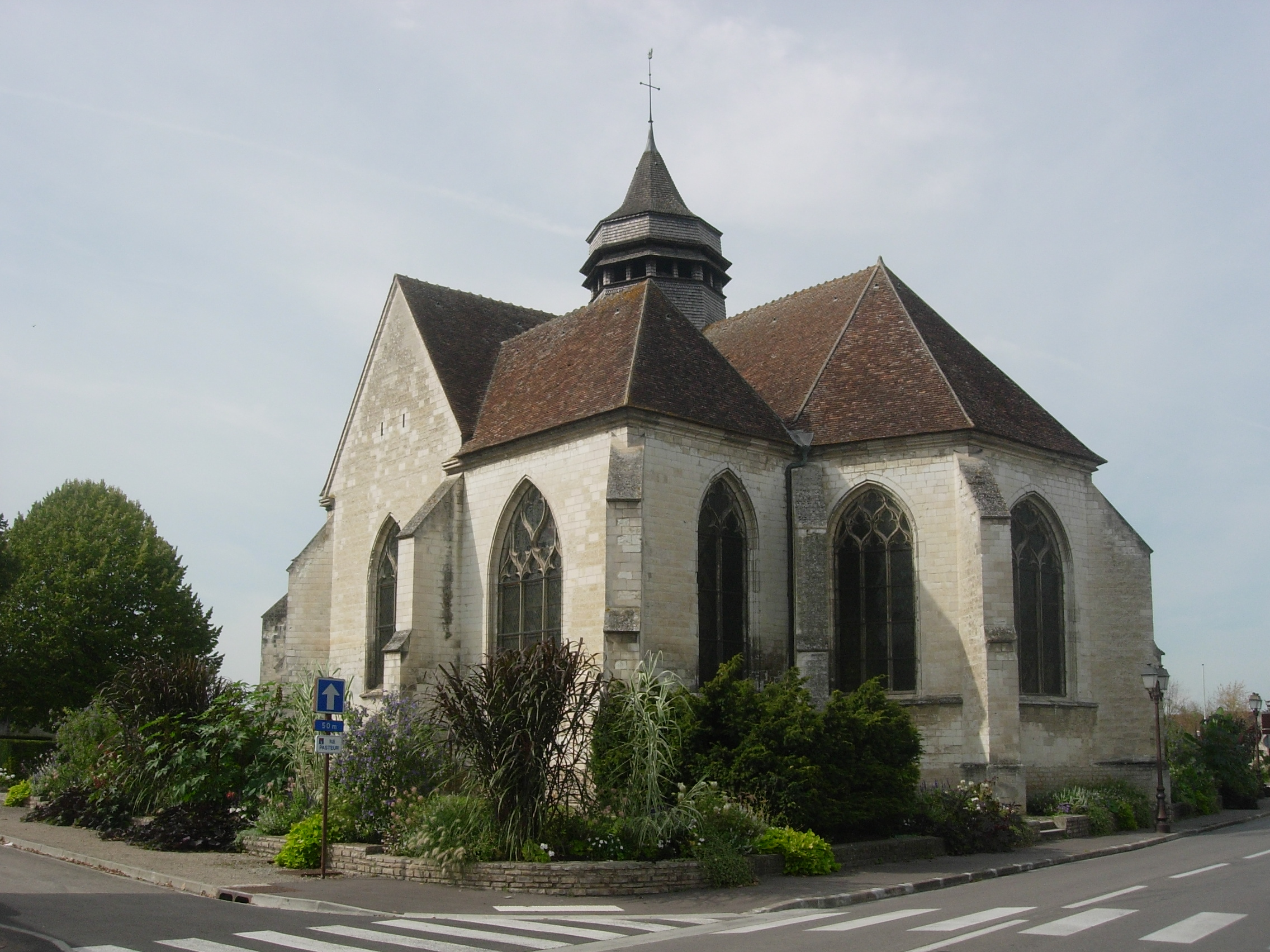
l'église Saint Luc
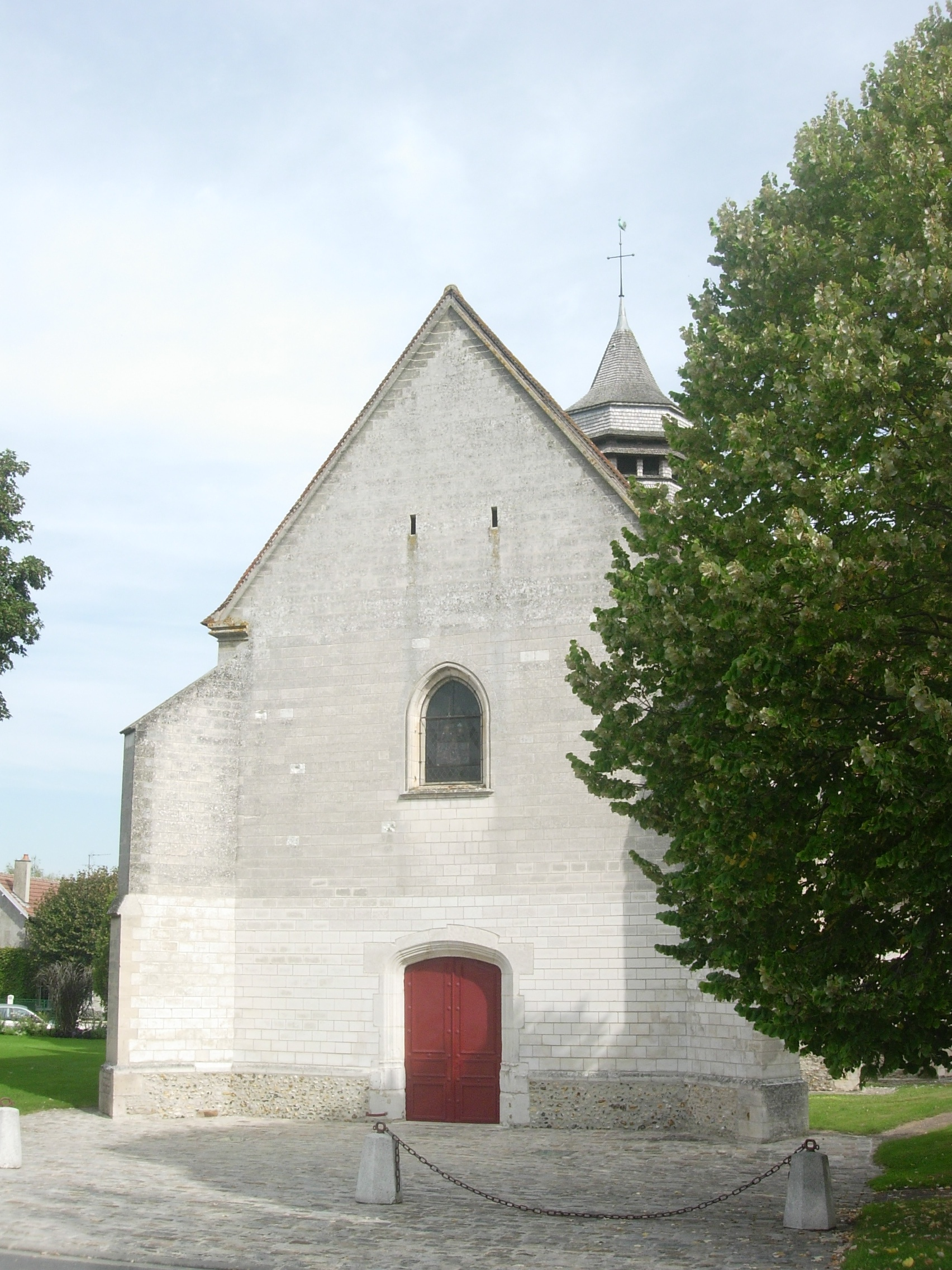
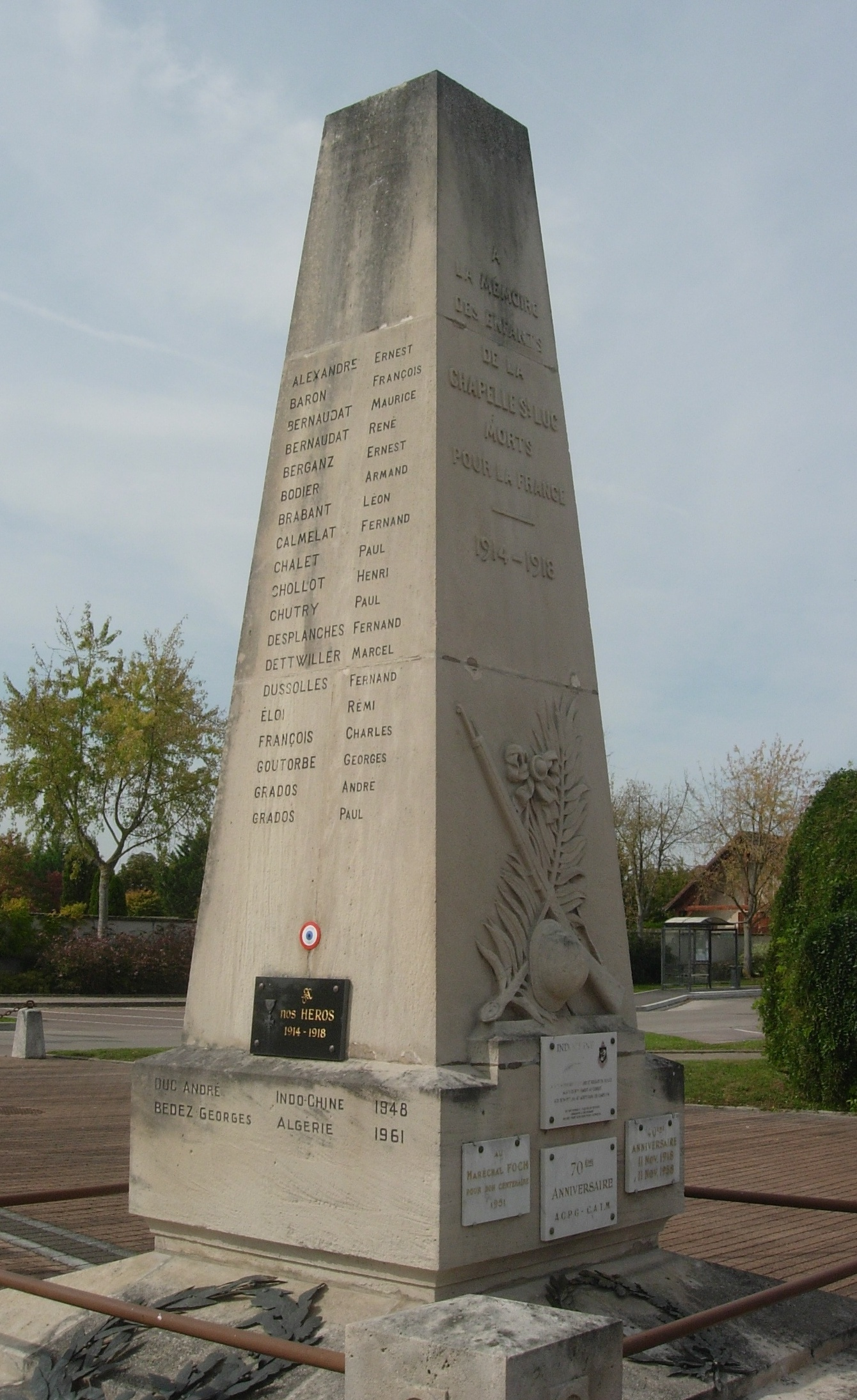